# Atolón Bokak
El Atolón Bokak (también conocido como Taongi Atoll) es un atolón deshabitado de 3,2 km² situado en el océano Pacífico. Se encuentra en la Cadena Ratak, de las islas Marshall.
El descubridor del atolón de Bokak fue Alonso de Salazar, un explorador español de la expedición de García Jofre de Loaísa, el 21 de agosto de 1526. Lo llamó «Isla de San Bartolomé».
El Dominio de Melquizedek, una micronación conocida por facilitar el fraude bancario durante la década de los noventa, reclamó el atolón como parte de su territorio, lo que debió ser desmentido por el gobierno de las Islas Marshall.